# Koncentracijsko taborišče Jasenovac
Koncentracijsko taborišče Jasenovac (hrvaško Logor Jasenovac) je bilo koncentracijsko taborišče med drugo svetovno vojno v mestu Jasenovac, ki je bilo takrat del Neodvisne države Hrvaške. Taborišče je bilo ustanovljeno avgusta leta 1941, ko so vanj pripeljali prve ujetnike iz Sarajeva, in razpuščeno aprila leta 1945. Namenjeno je bilo predvsem uničevanju Srbov, vendar so v njem umrli tudi številni Hrvati, Romi, Judje in Slovenci.

## Koncentracijsko taborišče
Prvi »Legalni ukaz za obrambo ljudi in države« je datiran 17. aprila 1941 in odreja smrtno kazen za »prekršek nad častjo in življenjskimi interesi hrvaškega naroda ter ogrožanjem obstoja Neodvisne države Hrvaške«. Temu je kmalu sledil Uradni odlok o rasah in Uradni odlok o zaščiti arijske krvi in časti hrvaškega naroda, ki je datiran 30. aprila 1941, sledil pa mu je Odlok o oblikovanju in določitvi rasno-političnega odbora 4. junija 1941 Vsiljevanje takih »rasističnih pravnih dejanj« niso opravljala samo normalna sodišča, ampak tudi izredna sodišča tako kot npr. vojaška sodišča s podaljšano pristojnostjo. Kmalu so se začele vrstiti razne aretacije, prepolni zapori pa so bili eden od povodov za nastanek kasnejše (po vojni) hrvaške sramote, ki so jo pričeli graditi v mestu Jasenovac, ki še danes stoji razmeroma blizu državne meje med Hrvaško ter Bosno in Hercegovino.
Jesenovac je bil kompleks petih večjih in treh manjših taborišč razmetanih v relativni medsebojni bližini v krogu 240 kilometrov ob bregu reke Save. Sistem Koncentracijskega taborišča je oblikoval Vjekoslav Luburić - Maks še v času svojega izgnanstva in je bil tudi njegov prvi poveljnik. Prvi upravnik taborišča je bil bivši duhovnik Miroslav Majstorović, kasneje pa ga je nasledil Dinko Šakić. Taborišče so gradili od avgusta leta 1941 do februarja 1942. Večji del taborišča se je nahajal v mestu Jasenovac, okrog sto kilometrov jugovzhodno od Zagreba. Taborišči I. in II. sta bili v vaseh Bročica in Krapje, a sta bili kmalu razpuščeni zaradi pogostih poplav. Zaporniki so bili prestavljeni v taborišče Ciglana (Jasenovac III.), ki je bil največje taborišče in je vključeval tudi krematorij. V Donji Gradini na drugi strani reke Save so izvrševali usmrtitve. Taborišče za otroke je bilo v Sisku, žensko taborišče pa v Stari Gradiški jugovzhodno od Jasenovca, čeprav je bilo nekaj žensk prav tako v Jasenovcu.
Število žrtev ni bilo nikoli natančno določeno. Taboriščni arhiv je bil uničen dvakrat (v začetku 1943 in aprila leta 1945). Državna komisija Hrvaške je pričala na sojenju v Mednarodnem vojnem sodišču v Nürnbergu, da število žrtev variira med 500.000 in 700.000. Sicer je treba upoštevati, da so številke zelo variabilne (Hrvati govorijo o 50.000, Srbi pa gredo v številkah tudi do 700.000). Nekdanja oblast Socialistična federativna republika Jugoslavija nikoli ni dovolila, da bi se raziskalo natančno število vseh žrtev. Verjetno hrani najtočnejše številke Muzej holokavsta v ZDA.
Prvi zaporniki, ki so jih pripeljali iz Sarajeva, so v nemogočih razmerah delali v obratih opekarne (Ciglane). Kmalu so dogradili še taborišče Jasenovac II. in železniško povezavo. Tako so se tja kmalu začele valiti kolone srbskega prebivalstva iz z vseh koncev, največ iz Slavonije in Banije, pa tudi Bosne. Taboriščnike so ob prihodu ločili pa spolu, jih pretepali s puškinimi kopiti, nekatere pa kar takoj pobili z lesenimi kiji in sekirami. Poveljnik taborišča je bil zloglasni Ljubomir Miloš iz Ljubuškega v Hercegovini. Ustaši v Jasenovcu niso prenesli v taborišču več kakor tisoč ljudi na dan, zato so jih pobijali največkrat tudi brez kakršnega koli razloga. Vsak pobeg je plačalo z življenjem 100 Srbov. Nad ustaškimi zverinstvi so se zgražali celo nemški vojaki in oficirji, o njih pa obstaja tudi zajetna dokumentacija. Partizani so osvobodili kraj marca 1945.
Dne 9. oktobra leta 1942 je Vjekoslav Luburić, imenovan tudi Maks, na svečanosti v Jasenovcu, ki jo je priredil kot proslavo obletnice svoje krvave vladavine v svojem govoru izjavil: »... i tako smo vam mi u ovoj godini ovdje u Jasenovcu poklali i više ljudi nego osmanlisko carstvo za cijelo vreme boravka Turaka u Evropi ...« (»... in tako smo za vas mi v enem letu tukaj v Jasenovcu poklali še več ljudi kakor Osmansko cesarstvo v vsem obdobju turške prisotnosti v Evropi ...«).

## Izgled taborišča
Koncentracijsko taborišče Jasenovac je sestavljalo nekaj taborišč, ki so bila narejena v kratkih časovnih presledkih in so bila bolj ali manj oddaljena od mesta Jasenovac. Ustaši so vse prebivalstvo mesta pobili ali preselili, v samo mesto pa namestili stalno ustaško vojaško upravo z vojsko.
Pripravljalna dela za načrtovanje novega taborišča so se začela najkasneje do 24. julija 1941, ko je Ravnateljstvo melioracionih i regulatornih radova naročilo les za gradnjo »lesenih barak v Jasenovacu«. Prav tako se v virih omenja mesto Jasenovac v zvezi, da so bili prvi ujetniki sem pripeljani v taborišče I., poleg vasi Krapje, in v taborišče II., ki se je nahajalo v bližini vasi Bročice. Kot omenjeno, sta bili prvi dve taborišči kmalu razpuščeni zaradi pogostih poplav reke Veliki Strug, ki so onemogočale delo zapornikov in življenje v taboriščih, preživeli zaporniki pa so bili premeščeni v novoustanovljeno Taborišče III. (Logor III.) Ciglana, ki je bil postavljen malo ven iz mesta Jasenovac ob reki Savi in kjer je že obstajal industrijski kompleks. V to največje in po svoji funkciji centralno taborišče, so bili premeščeni tudi ostali deli taborišča: delovna skupina Kozara, ustanovljena leta 1942 s samem mestu Jasenovac, taborišče Stara Gradiška, ki je bilo po velikosti drugo največje, postavljeno znotraj objektov bivše kaznilnice in taboriščne enote Mlaka, Jablanac, Gređani, Bistrica in Feričanci. Ta edinstveni kompleks taborišč, osnovanih po vzoru koncentracijskih taborišč Tretjega rajha, s službenim imenom Ustaška obrana, Zapovjedničtvo sabirnih logora Jasenovac (Ustaška obramba, Poveljstvo zbirnih taborišč Jasenovac), je deloval pod poveljstvom Ustaške nadzorne službe (UNS-om), od tega pa pod Uredom III Ustaške obrane (Uprava III. Ustaške obrambe), katere funkcija je bila oblikovanje, organizacija, uprava ter zavarovanje taborišča.
Koncentracijsko taborišče Jasenovac je bil prvi sistematsko zgrajeni taboriščni kompleks na teritoriju NDH, edini, ki je neprekinjeno deloval skozi celo obdobje njenega obstoja, največji po prostoru, ki ga je zavzemal, ter po število ujetnikov, ki so prišli skozenj in številu žrtev, ki jih je terjal. To je bilo večnamensko taborišče, predvsem pa taborišče smrti. Bil je poguba za večino ljudi, ki so prišli vanj in tiste, ki se niso ujemali s pravili »rasne čistosti« (kot že omenjeno, največ od tega je bilo Srbov, Judov in Romov) ter poguba nasprotnikov ustaškemu režimu in za njihove družine, ne glede na nacionalno ali rasno pripadnost. Poleg moških ni izključevalo niti žensk in otrok iz vseh krajev NDH.

## Izhodišča
Jasenovac je bilo prvo ustaško taborišče, ki je delovalo po nacističnem vzoru. Vjekoslav Luburić Maks, ustaški funkcionar zadolžen za delovanje taborišča, je preživel nekaj časa celo v Nemčiji kot gost Gestapa do začetka oktobra 1941. Med tem časom je obiskal več koncentracijskih taborišč, po povratku v NDH pa je izvedel reorganizacijo obstoječih taborišč in ustanovil nova, po zgledu tistih v Nemčiji. 
Po organizaciji je Jasenovac spominjal na taborišča v Nemčiji, vendar pa so bili umori izvršeni drugače. Enako kot v nacističnih taboriščih so izkoristili delovno vnemo taboriščnika pred likvidacijo. Ustanovljen je bil na mestu, kjer je že prej obstajalo obrtništvo ter industrija.
Sistem masovnih umorov v Jasenovcu se je pričel izvajati že jeseni 1941, takoj zatem, ko je pričelo prihajati sem več transportov ljudi. Moški, ženske in otroci so sem prihajali z vozovi, tovornjaki, konjskimi vpregami ali pa so prosto tekli pred naperjenimi puškami ustašev. Masovno pobijanje se je izvrševalo po vsem taborišču. Večina ljudi je bila nameščena na desnem bregu reke Save pod Dubico poleg vasi Gradina. Po forenzičnih raziskavah je bilo preko 300.000 ljudi pobitih prav tukaj. Umori so se izvrševali tudi v gozdu poleg taborišča Krapje, poleg taborišč Versaj in Uštica, na vsej levi obali pod Jasenovcem do vasi Jablanac in Mlake. Poleg tega je znotraj kompleksa Trojka obstajal krematorij, ki je dejansko bil peč za pečenje opeke; ustaši pa so jo spremenili v krematorij po načrtih Hinka Pićilija, tako da so se v njem lahko zažigali taboriščniki. V taborišču so poleg Pićilijevih peči obstajala tudi druga mesta, kjer so bili ljudje mučeni in ubiti in so nosili imena lončara, granik, zvonara, sablasno jezero itn.
V taborišču Stara Gradiška so se mučenja in pobijanja izvajala v kleteh stare avstrijske utrdbe, v stolpu trdnjave ter ob bregovih Save.
Do kake stopnje je bil razvit sistem ubijanja, priča neki dopis iz glavnega štaba, poslan 27. aprila 1942 vsem ustaškim enotam in ustanovam, v katerem je naročeno da »sabirni i radni logor u Jasenovcu može primiti neograničen broj zatvorenika« (zbirno taborišče v Jasenovcu lahko sprejme neomejeno število zapornikov).

## Metode in sredstva za masovno uničevanje
Od leta 1941 do pomladi 1945 se je smrt tukaj pojavljala v mnogoterih oblikah. Ujetnike in vse, ki so končali v Jasenovacu so ustaši klali s posebej oblikovanimi noži ali so jih ubijali s sekirami, macolami ter kladivi, prav tako so jih tudi streljali ali jih obešali na drevesa ali drogove. Nekateri so bili še živi zažgani v pečeh, mučeni v kaznilnici ali utopljeni v reki Savi.
Tukaj so se uporabljale najrazličnejše oblike mučenja – z železnimi predmeti so vlekli ljudem nohte iz nog in rok, ljudem so zabijali v oči igle, da so oslepeli, rezali z njih meso in zatem rane solili. Prav tako so ljudi žive odirali, jim sekali nosove, ušesa in jezike odščipnili s kleščami za žico in jim zabadali šila v srce. Hčere so posiljevali pred očmi mater, sinove mučili pred njihovimi očeti. Na splošno rečeno, v uničevalnih taboriščih v Jasenovcu in Stari Gradiški so ustaši ljudi pobijali na najrazličnejše, največkrat prav brutalne načine. Zaporniki v Jasenovcu niso bili več človeška bitja, temveč objekti na voljo za izživljanje vsake ustaške kaprice.
Kot rečeno, celo nacistični generali so bili pretreseni nad temi zločini; tako je general von Horstenau, ki je bil Hitlerjev poslanik v Zagrebu, v svojem dnevniku leta 1942 pričujoče zapisal, da so bila ustaška taborišča v NDH  »bistvo gnusa«, oficir, zadolžen za transport delovne sile v rajh, Arthur Häffner, pa je o Jasenovcu 11. novembra 1942 zapisal: »Koncept taborišč Jasenovac bi bilo treba pravzaprav razumeti kot koncept nekaj taborišč, ki so med sabo oddaljena nekaj kilometrov eden od drugega, sicer pa so zbrana okrog samega mesta Jasenovac. Brez ozira na javno propagando, je to najstrašnejše taborišče, ki bi se moglo primerjati edino z Dantejevim »Peklom«.«

## Ženske in otroci v taborišču Jasenovac
Po rezultatih dosedanjih raziskav je v NDH od leta 1941 do 1945 življenje izgubilo 74.762 otrok, od česar jih je bilo 60.234 ubitih, 14.528 pa se jih upošteva kot žrtve vojne.
Mnoge ženske, pogosto skupaj s svojimi otroci, so bile odpeljane v Jasenovac. Cela vas Mlaka se je spremenila v delovno taborišče za ženske. Prisiljene so bile opravljati težka in izčrpljujoča dela na polju v okolici. Ubijanja so se vršila v neposredni bližini vasi Mlaka in Jablanac.
V procesu »očiščevanja Hrvaške nacije« so bili srbski otroci prvi, ki se jih je pobilo, pogosto so bili to še dojenci. V obdobju štirih let med aprilom 1941 in majem 1945 je bilo v ustaški NDH ubitih več kot 73.316 otrok. Najmlajši niso niti še hodili, najstarejšim je bilo okrog 14 let. V času druge svetovne vojne je bila edina dežela, kjer so obstajala posebna taborišča za otroke, prav Hrvaška. Od decembra 1941 do aprila 1942 so v Jasenovcu ustaši pobili 19,544 dečkov in deklic, večinoma srbske nacionalnosti, njihove identitete pa so bile potrjene šele kasneje. Ubiti so bili na najstrašnejše načine, zaradi bolezni, lakote, žeje in mraza pa so umirali tudi v veliko večji meri kot odrasli. Ustaši so tudi odvlekli nekatere majhne otroke, zvezanih z vrvjo po nekaj otrok skupaj do reke Save, kamor so jih odvrgli. Veliko otrok (okrog 400) je bilo v Jasenovacu poklanih, v sredini septembra 1942 pa so bili otroci odpeljani z vprežnim vozom v opekarno in tam zažgani. Podobna usoda je doletela 300 otrok, ki so bili v oktobru 1942 pogubljeni v Gradini.

## Konec taborišča
Po zavezniškem bombardiranju v marcu in aprilu 1945, v katerem so bili uničeni številni objekti znotraj taborišča, je Vjekoslav Maks Luburić, poveljnik Ustaške obrane odredil, da je potrebno likvidirati vse ujetnike, mesto in taborišče Jasenovac pa se naj poruši in požge do temeljev, da bi se tako prikrijejo vsi sledovi zločinov. Zadnja skupina žensk je bila likvidirana na predvečer 21. aprila, 22. aprila pa se je del poslednjih moških ujetnikov odločil, da bo poskušal pobegniti iz tabora. Od tega je pobeg od 600 preživelo le 107 ujetnikov, istega dne, samo nekoliko ur pozneje, pa se je začel pobeg ujetnikov iz Kozare. Tu jih je pobegnilo 176, pobeg pa preživelo samo 11.
V zapuščeno mesto Jasenovac in nedaleč od tega razpuščeno taborišče so v noči iz 2. na 3. maj leta 1945 vkorakale prve strelske enote 1. bataljona 4. srbske brigade XXI. narodno-osvobodilne udarne divizije Jugoslovanske armade in Sovjetska armada. Bataljonu, ki je prišel sem, je bilo ukazano, naj poišče in ohrani vse sledove zločinov pred prihodom državne komisije za potrjevanje zločinov okupatorjev. Prvo poročilo o nastalem stanju v taborišču Jasenovac III. Ciglana, Gradini in Uštici je objavila Okrožna komisija za potrjevanje zločinov okupatorjev in njihovih pomočnikov iz Nove Gradiške, 11. maja 1945. Anketna komisija Deželne komisije Hrvaške za potrjevanje zločinov je prišla v Jasenovac 18. maja 1945. Podatke o videzu, organizaciji dela, vsakodnevnem življenju in poslednjih dneh taborišča, so komisiji posredovali preživeli taboriščniki in udeleženci pobega. Mesec dni kasneje, ko se je reka Sava povlekla nazaj v svoje korito, 18. junija 1945, je Deželna komisija Hrvaške opravila tudi tretji pregled in štetje.

## Beg ustašev in njihovo povojno življenje
Ustaški voditelj in eden od začetnikov koncentracijskega taborišča Ante Pavelić je preko Pliberka pobegnil v Avstrijo in od tam v Rim. Potem ko je prebegnil v Argentino, je zasedel zelo visok položaj in postal svetovalec za varnost predsedniku Peronu. Aprila leta 1957 ga je dvakrat ustrelil Blagoje Jovović, Argentinec srbskega rodu, in Pavelić je bil zaradi razkritja prave identitete prisiljen zapustiti Argentino, sprva je prebegnil v Paragvaj, od tod pa je prebegnil je v Španijo, kjer je v Madridu umrl leta 1959 po drugem atentatu. 
Miroslava Majstorovića so prijele jugoslovanske komunistične sile, ga obravnavale in mu sodile s smrtjo leta 1946.
Vjekoslav Luburić - Maks je pobegnil v Španijo, vendar ga je jugoslovanski agent našel in ubil leta 1969.
Andrija Artuković je pobegnil v ZDA, vendar so ga te vrnile Jugoslaviji v 80. letih 20. stoletja. Sodili so mu v Zagrebu, 14. maja 1986 so ga obsodili na smrt. Umrl je naravne smrti v zaporu 16. januarja 1988.
Dinko Šakić je pobegnil v Argentino, a je bil pripeljan pred roko pravice v 90. letih in s strani hrvaških oblasti obsojen na 20 let zapora. Umrl je 2008.
Petar Brzica je pobegnil v ZDA. Njegovo ime je bilo eno od 59. na seznamu še živečih nacistov v Združenih državah Amerike, ki ga je judovska organizacija dala Uradu za imigracijo in narodnosti v 70. letih. Brzica je preminil nekaznovan.
Ivo Rojnica, ustaški voditelj in general Dubrovnika v letu 1941, je živel svobodno in nekaznovano v Buenos Airesu v Argentini. Hrvaška se je v sodelovanju s Centrom Simona Wiesenthala zaobljubila, da se bo zavzemala za njegovo izročitev in mu sodila, vendar do tega ni prišlo. Umrl je 2007.
Več kot 1000 največjim hrvaških vojnim zločincem je uspelo pobegniti v obdobju po vojni, nikoli kasneje jih niso našli ter jim sodili za zločine proti človeštvu in v jasenovaškem holokavstu.

## Število žrtev
V 60. letih 20. stoletja je bilo število mrtvih po izkopih trupel iz grobišč ocenjeno na 700.000, oceno je podala skupina strokovnjakov, ki je izkušnje pridobivala pri podobni raziskavi v Auschwitzu in je tudi tukaj uporabila podobne metode. Čeprav je bila številka dokaj primerljiva z dejanskih stanjem, komunistična oblast s Titom na čelu ni dovolila javne objave, kar se je vleklo vse do Jugoslovanskih vojn. Razlog je bil v dejstvu, da je vlada zaradi federacije in bratstva med jugoslovanskimi narodi želela, da ljudje pozabijo na grde spomine o drugi svetovni vojni ter ustaških zločinih.
Nemški generali iz druge svetovne vojne so poleg tega dajali zelo različne in zaradi tega nepovezane podatke o številu ubitih Srbov v NDH. Alexander Löhr je podal številko 400.000 Srbov, 350.000 srbskih žrtev je navajal Lothar von Rendulić; okrog 300.000 Edmund Glaise von Horstenau, Hermann Neubacher je navajal okvirno 750.000 Srbov samo do leta 1943; Ernst Fick 600-700.000 do marca 1944, 700.000 srbskih žrtev pa Massenbach. Število žrtev je še do današnjih dni predmet študijskih in političnih razprav.
Nadaljnje raziskave o žrtvah v času ustaškega režima v NDH so bile predmet številnih razprav zgodovinarjev ter demografov v želji, da bi se določilo natančno število vseh, ki so trpeli v času vladavine NDH. Zaradi različnih pogledov na problem ter številne dokumentacije, številke o srbskih žrtvah na hrvaškem divje nihajo, od 25.000 do več kot milijon. Od tega samo za srbske žrtve številke nihajo od 25.000 do 700.000. Glede judovskih žrtev iz Hrvaške, ki so jih Nemci in ustaši pobili na tem prostoru med letoma 1941 in 1945, številke zaokrožujejo na 32.000. Natančno število vseh judovskih žrtev še vedno ni znano, niha pa med 8000 in 20.000 žrtev. Te ocene ne vključujejo žrtev, ki so jih hrvaške oblasti med vojno deportirale v Auschwitz in ostala taborišča. Statistike o številu romskih žrtev so težko določljive, kajti ni podatkov o njihovem obstoju (nikoli niso bili popisani) v predvojni Hrvaški in Bosni in Hercegovini. Najbolj natančni izračuni število romskih žrtev ocenjujejo na okrog 26.000, od teh jih je bilo med 8000 in 15.000 samo žrtev Jasenovca. Edini manjkajoči podatek je natančno število hrvaških žrtev, ki so jih umorili ustaši. Ta skupina vključuje politične in verske nasprotnike režima – oboje; katolike in muslimane. Minimalno število Hrvatov, ubitih v Jasenovcu znaša 12.000; to je število prepoznanih žrtev. V taborišču je bilo zaprtih tudi okrog 400 taboriščnikov iz Slovenije, umrlo jih je 282.

### Konkretne ocene števila žrtev
- Državna komisija Jugoslavije iz leta 1946 je ocenila število žrtev med 500.000 do 600.000.
- Izraelski center Jad Vašem, ki se ukvarja z žrtvami holokavsta, je podal oceno, da je bilo v Jasenovcu ubitih več kot 500.000 ljudi, od tega so bile žrtve v večini srbske narodnosti.[4]
- Po podatkih enciklopedije holokavsta Spominskega muzeja holokavsta v Washingtonu, je ustaški režim v obdobju 1941–1945 pomoril preko 250.000 hrvaških in bosanskih Srbov, od teh več deset tisoč samo v Jasenovcu[5]
- V knjigi Bespuća povijesne zbiljnosti je bivši hrvaški predsednik Franjo Tuđman trdil, da je bilo v Jasenovcu ubitih 30.000 do 40.000 Srbov, 30.000 Judov, kot tudi 10.000 hrvaških antifašistov.
- Jugoslovanski zgodovinar in Titov biograf Vladimir Dedijer je ocenil število žrtev na okrog 700.000 do 1,2 milijona. S to oceno se je strinjal tudi srbski minister za zunanje zadeve Vuk Drašković.
- Slavko Goldstein, predsednik Judovskega združenja Hrvaške, predpostavlja, da je število smrtnih žrtev od 60.000 do 90.000.
- Številka, ki jo priznavajo hrvaške oblasti, je 50.002, osnovana je na pisnih dokazih.
- Spominski center Jasenovac poseduje spisek 59.589 imen jasenovaških žrtev, pridobljen leta 1964. Po teh podatkih naj bi bile 50.092 osebe ubite v Jasenovacu in 9.587 oseb v Stari Gradiški.
- Beograjski muzej holokavsta ima spisek 80.022 imen preminulih, večina le-teh je iz Jasenovca, od tega: 52.000 Srbov, 16.000 Judov, 12.000 Hrvatov in blizu 10.000 romov.
- Vladika Atanasije Jeftić v svoji knjigi Velikomučenički Jasenovac omenja »preko 700 000 ubitih«.
- V 80. letih so prišle analize hrvaškega raziskovalca Vladimira Žerjavića in srbskega raziskovalca Bogoljuba Kočovića do precej podobne številke z uporabo demografsko statističnih metod, od tega sta ocenila, da naj bi bilo število vseh smrtnih žrtev v Jugoslaviji nekaj manj kot 1,7 milijona. Po teh podatkih naj bi bilo v Jasenovcu ubitih 80.000 ljudi (z upoštevanjem odstopanja od te številke do 30 %), skupno število umrlih v NDH pa naj bi bilo med 300.000 in 350.000. Žerjavić je pri svojem štetju upošteval tudi žrtve, ki so bile odpeljane v ostala taborišča. Nekateri domnevajo, da so te številke premajhne, ker so upoštevale stopnjo naravnega prirastka v vrednosti 1,1 % (kakor za celo Jugoslavijo), katera pa je za Srbe v tistem času znašala 2,4 % - v obdobju 1921-1931, ter 3,5 % v obdobju 1949-1953. Kočović, ki je podal generalno oceno števila žrtev brez zmanjševanja števila smrti v Jasenovcu, je tudi označil Žerjavića, da je bil le-ta motiviran v svojem delu z nacionalizmom.

## Jasenovac danes
Med vojno v bivši Jugoslaviji sta bila območje koncentracijskega taborišča Jasenovac ter spominski park vandalizirana. Po podatkih očividcev iz Združenih narodov, ki so dogajanje tudi posneli ter kasneje predvajali, so bili za vandalizem odgovorni hrvaški nacionalisti.
Leta 1999 so preživeli iz taborišča Jasenovac vložili izredno tožbo proti Vatikanski banki in hrvaškim frančiškanom, ki se je nanašala na povojno plenjenje premoženja žrtev Jasenovca. Do leta 2007 je bila ta tožba še vedno na čakalni listi na Ameriškem zveznem sodišču.
V novembru 1991 je Simo Brdar, nekdanji zvezni direktor Spominskega parka, zbral vso dokumentacijo muzeja in jo odnesel s sabo v Bosno in Hercegovino, kjer jo je hranil, dokler ni bila v letu 2001 s pomočjo enot SFOR-ja ter vlade Republike Srbske premeščena v Muzej spominov na holokavst v ZDA. 
V aprilu 2005, so za 60. obletnico osvoboditve koncentracijskih taborišč v New Yorku izdelali javni spomenik za žrtve Jasenovca. Odkrili so ga Newyorški oddelek za parke (New York City Parks Department), Odbor za parke holokavsta (Holocaust Park Committee) ter Jasenovški raziskovalni inštitut (Jasenovac Research Institute) ob pomoči člana Ameriškega kongresa Anthonyja Weinerja. To je edini javni spomenik na svetu, namenjen žrtvam taborišča v Jasenovcu, ki se nahaja izven Balkanskega polotoka Njegovo odkrivanje je spremljalo kakih deset preživelih ljudi holokavsta v Jugoslaviji ter diplomati iz Srbije, Bosne in Hercegovine ter Izraela. Letna spominska slovesnost se izvaja vsako leto v aprilu.
27. novembra 2006 je bila odprta nova stalna razstava Spominskega muzeja spominskega obeležja Jasenovac, ki sta jo zasnovala hrvaška arhitektka Helena Paver Njirić ter Vzgojni center podjetja Produkcija. Spominski muzej upodablja notranjost z jeklenimi moduli, obloženimi s kavčukom, vključuje tudi številne video zaslone in projektorje ter steklene vitrine, ki prikazujejo artefakte iz taborišča. Nad zatemnjenim razstavnim prostorom se nahajajo steklene plošče, na katerih je poimenski spisek 69.843 žrtev, od teh 39.850 Srbov, 14.599 Romov, 10.700 Judov, 3.462 Hrvatov, kot tudi pripadnikov drugih narodnosti, ki so ga oblikovali kustosi Spominskega obeležja in ki vsebuje tudi biografske podatke o žrtvah, podatke o mestu in načinu mučenja ter vire, ki se jih spominjajo in navajajo preživele žrtve.